# Caicó (kommun)
Caicó är en kommun i Brasilien.   Den ligger i delstaten Rio Grande do Norte, i den östra delen av landet, 1 600 km nordost om huvudstaden Brasília. Antalet invånare är 62 727.
Följande samhällen finns i Caicó:
- Caicó

Omgivningarna runt Caicó är huvudsakligen savann. Runt Caicó är det ganska glesbefolkat, med 48 invånare per kvadratkilometer.